# Enneapterygius hemimelas
Enneapterygius hemimelas är en fiskart som först beskrevs av Rudolf Kner och Franz Steindachner, 1867.  Enneapterygius hemimelas ingår i släktet Enneapterygius och familjen Tripterygiidae. Inga underarter finns listade i Catalogue of Life.